# Парыгин, Иван Александрович
Иван Александрович Пары́гин (13 апреля 1913, Забайкальский край — 19 ноября 1977, Вознесеновка, Ворошиловградская область) — лейтенант Рабоче-крестьянской Красной Армии, участник Великой Отечественной войны, Герой Советского Союза (1944).

## Биография
Иван Парыгин родился 13 апреля 1913 года в селе Мулино (ныне — Александрово-Заводский район Забайкальского края). После окончания начальной школы работал на рудниках. В 1935—1937 годах проходил службу в Рабоче-крестьянской Красной Армии. В июле 1941 года Парыгин повторно был призван в армию. Окончил курсы младших лейтенантов. С февраля 1942 года — на фронтах Великой Отечественной войны. В боях четыре раза был ранен.
К октябрю 1943 года младший лейтенант Иван Парыгин командовал сапёрным взводом 196-го отдельного сапёрного батальона 81-й стрелковой дивизии 61-й армии Центрального фронта. Отличился во время битвы за Днепр. 1-4 октября 1943 года взвод Парыгина, собрав и отремонтировав 40 лодок, переправил на плацдарм в районе села Глушец Лоевского района Гомельской области Белорусской ССР два стрелковых батальона. Парыгин лично в те дни совершил восемь рейсов, переправив в общей сложности 55 бойцов и командиров с их вооружением.
Указом Президиума Верховного Совета СССР «О присвоении звания Героя Советского Союза генералам, офицерскому, сержантскому и рядовому составу Красной Армии» от 15 января 1944 года за «образцовое выполнение боевых заданий командования по форсированию реки Днепр и проявленные при этом мужество и героизм» младший лейтенант Иван Парыгин был удостоен высокого звания Героя Советского Союза с вручением ордена Ленина и медали «Золотая Звезда» за номером 3245.
После окончания войны Парыгин продолжал службу в Советской Армии. В 1948 году в звании лейтенанта он был уволен в запас. Проживал и работал в городе Червонопартизанске Ворошиловградской области Украинской ССР. Скончался 19 ноября 1977 года, похоронен в Червонопартизанске.
Был также награждён орденом Отечественной войны 2-й степени и рядом медалей.
В честь Парыгина названа улица в городе Червонопартизанске Луганской области Украины.